# Lisa Jakub
Lisa Jakub (* 27. Dezember 1978 in Toronto) ist eine ehemalige kanadische Filmschauspielerin.

## Leben
Jakub spielte 1985 als Siebenjährige ihre erste Rolle in dem Film Eleni mit Kate Nelligan und John Malkovich. Es folgten kleinere Auftritte in Fernsehserien wie The Twilight Zone. 1992 spielte sie „Doll“ in Die Lust der schönen Rose und 1993 Lydia Hillard in dem amerikanischen Film Mrs. Doubtfire – Das stachelige Kindermädchen mit Robin Williams und Sally Field. Für diese beiden Nebenrollen wurde sie je für einen Young Artist Award nominiert. 1996 folgte eine weitere Rolle mit großem Publikum als Alicia Casse in Independence Day mit Will Smith und Jeff Goldblum. 2000 beendete sie die Schauspielerei.
Sie zog mit ihrem Ehemann in den US-Bundesstaat Virginia und wurde als Autorin und Yoga-Lehrerin tätig. Sie veröffentlichte zwei Bücher, 2015 die Autobiografie „You Look Like That Girl...“ und 2017 „Not Just Me“, ein Ratgeber über Angstzustände.

## Filmografie (Auswahl)
- 1985: Eleni
- 1986: Frohe Weihnachten, Mrs. Kingsley (Christmas Dove, Fernsehfilm)
- 1986: Kay O’Brien (Fernsehserie, eine Folge)
- 1986: Stadt in Waffen (The Right of the People, Fernsehfilm)
- 1987;1989: Erben des Fluchs (Friday the 13th: The Series, Fernsehserie, 2 Folgen)
- 1988: Alfred Hitchcock zeigt (Alfred Hitchcock Presents, Fernsehserie, eine Folge)
- 1988: Once Upon a Giant (Fernsehfilm)
- 1989: Twilight Zone (The Twilight Zone, Fernsehserie, eine Folge)
- 1989: Glory! Glory! (Fernsehfilm)
- 1989: The Phone Call (Fernsehfilm)
- 1990: Harrys wundersames Strafgericht (Night Court, Fernsehserie, eine Folge)
- 1990: Krieg der Welten (War of the Worlds, Fernsehserie, eine Folge)
- 1991: Die Lust der schönen Rose (Rambling Rose)
- 1991: Ärztin unter Verdacht (The Rape of Doctor Willis, Fernsehfilm)
- 1991: The Story Lady (Fernsehfilm)
- 1993: Matinée
- 1993: Mrs. Doubtfire – Das stachelige Kindermädchen (Mrs. Doubtfire)
- 1993: Vendetta II: The New Mafia (Fernsehfilm)
- 1994: Verzweiflungsschrei aus der Kinderklinik (A Child's Cry for Help, Fernsehfilm)
- 1994: Ein Mountie in Chicago (Due South, Fernsehserie, 2 Folgen)
- 1994: A Pig’s Tale
- 1995: Das Gesicht des Schreckens (Fight for Justice: The Nancy Conn Story, Fernsehfilm)
- 1995: Die perfekte Familie (Picture Perfect, Fernsehfilm)
- 1996: Independence Day
- 1996: Flucht aus Atlantis (Bermuda Triangle, Fernsehfilm)
- 1996: Tötet meine Tochter nicht! (Lifeline, Fernsehfilm)
- 1997: Mein Liebling, der Tyrann (The Beautician and the Beast)
- 1997: Newton: A Tale of Two Isaacs (Fernsehfilm)
- 1997: Deep Running – Flucht zu zweit (On the Edge of Innocence, Fernsehfilm)
- 1998: Future House (Dream House, Fernsehfilm)
- 1998: Painted Angels
- 1998: Mentors (Fernsehserie, eine Folge)
- 1999: A Walk on the Moon
- 1999: George Lucas in Love (Kurzfilm)
- 1999: Jack & Jill (Fernsehserie, eine Folge)
- 2000: Double Frame
- 2000: The Royal Diaries: Isabel – Jewel of Castilla (Fernsehfilm)